# Fred Dömpke
Fred Dömpke (* 1907; † 1985) war ein deutscher Jazzgitarrist und Bandoneonspieler.

## Leben
Fred Dömpke stammte aus Hamburg. Er lernte Viola, Gitarre und Bandoneon, mit 13 Jahren stand er erstmals auf der Bühne, mit 17 Jahren spielte er in einer 7-Mann-Kapelle. In Berlin spielte er Gitarre im Tanzorchester von Oskar Joost, mit dem 1930 Aufnahmen entstanden („Herr Ober zwei Mokka“, Electrola EG 1890). In den folgenden Jahren war er u. a. an Aufnahmen von James Kok, Erhard Bauschke und Adalbert Lutter beteiligt. Er leit auch die Formation Fred Dömpke und sein Zither-Orchester.
Dömpke stand 1944 in der Gottbegnadeten-Liste des Reichsministeriums für Volksaufklärung und Propaganda.
Nach dem Krieg trat er unter anderem in der Formation Dömpke Original-Tango-Orchester auf.

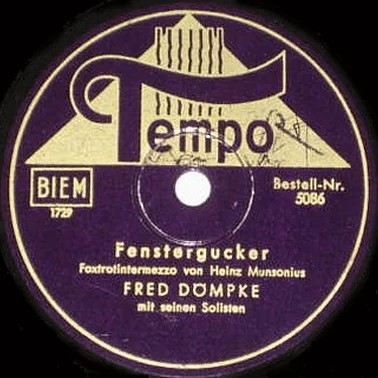
Heinz Munsonius: Fenstergucker

## Werke (Auswahl)
Kompositionen und Bearbeitungen
- El Banderillos : spanischer Marsch. Trossingen : Hohner, 1943
- Von Haus zu Haus : Valse musette. Fred Dömpke. Bearb.: Heinz Munsonius. Berlin : Ed. Metropol, 1943
- Akkordeon-Album. Trossingen: Hohner, 1944
- Akkordeon-Album mit 7 Solo-Nummern. Ab 48 Bässe, mit Akkordbezeichnungen. Hohner, 1955
- Notenschule für das diatonische (Einheits-)Bandonion. Berlin SW 61: Löffler, 1957

Aufnahmen